# مخلاة

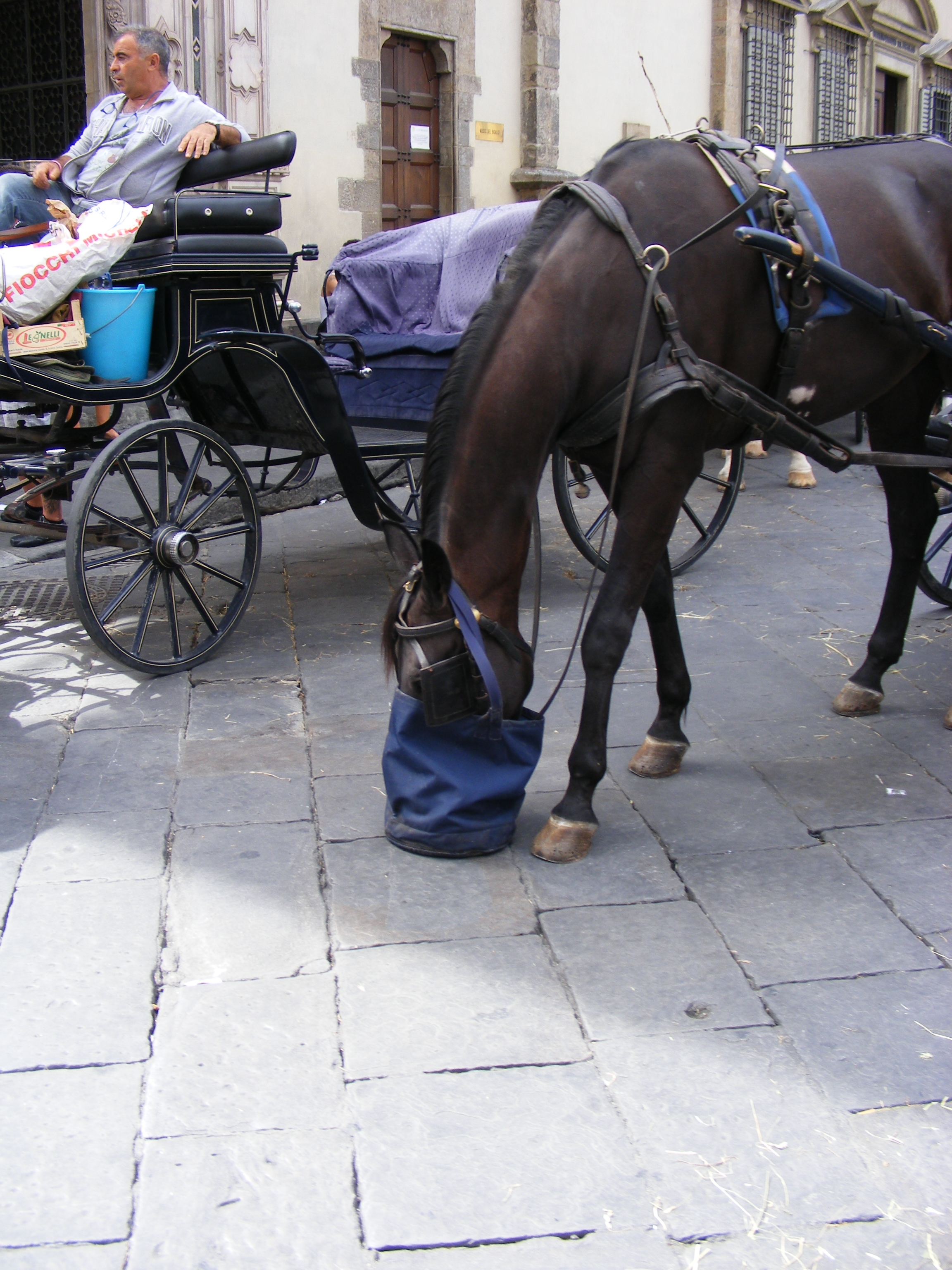
حصان يأكل من مِخْلاة في إفلورنسة

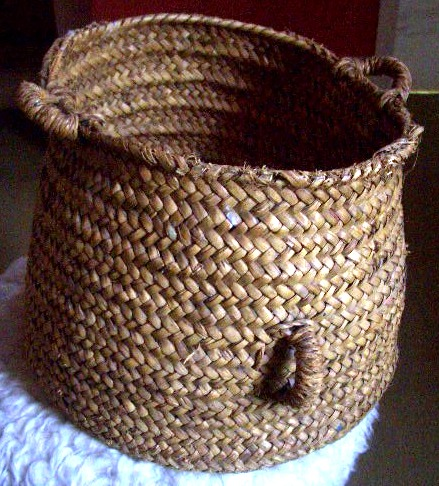
مِخْلاة من أوائل ثلاثينيات القرن العشرين، مصنوعة من القصب، من جزيرة اليابسة في البحر الأبيض المتوسط

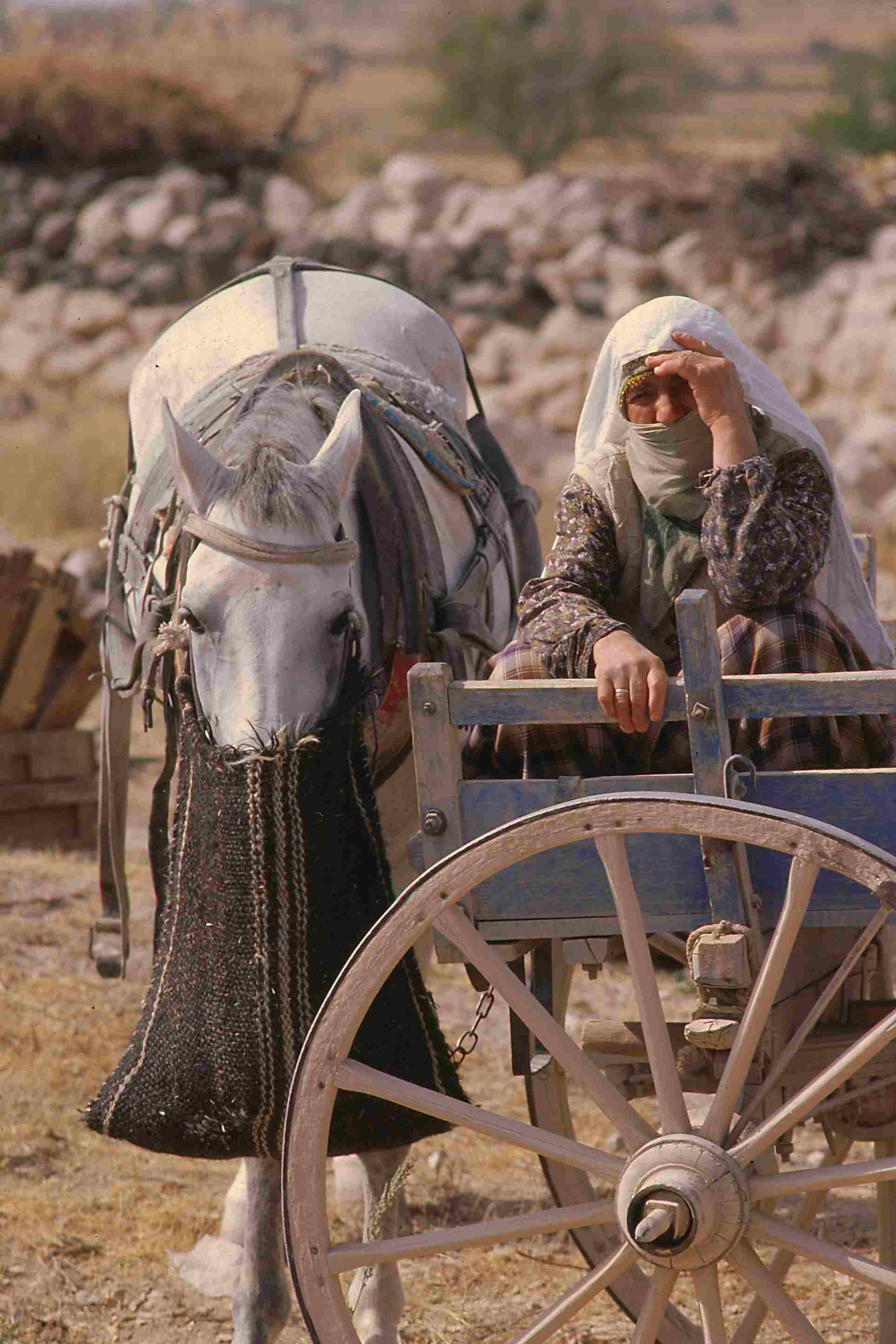
حصان يأكل من مِخْلاتِه أثناء الحصاد في كبَدوكية

المِخْلاة شبه كيسٍ يجعل فيه العلف ويُعلّق بعنق الدابّة، فيأكُلُ منه. وبذا تُهدَرُ كمية صغيرة من العلف فقط، وتضمن أن تأكل كلُّ دابة حصتها من العلف يغلب أن تضنع قماش سميك أو قماش خفيف وقد تكون من جلد أو قصب ،. أما اليوم فتُصنع كثيرٌ منها الخيطل المتين، مع قاع صلب وجوانب شبكية للتهوية. يجب أن يكون الحصان قادرًا على لمس رأسه بالأرض ليصل إلى ما في قاعِ المِخلاة من العلف، فحينها يكون قادراً على دفع رأسه فيها.

## التسمية
المِخلاة: اسم آلة على وزن مِفعَال، من المصدر الثلاثي خلي، فهي ما تأكل به الدابة الخَلى، أي الرَّطب من النبات.